# Jarkko & Laura

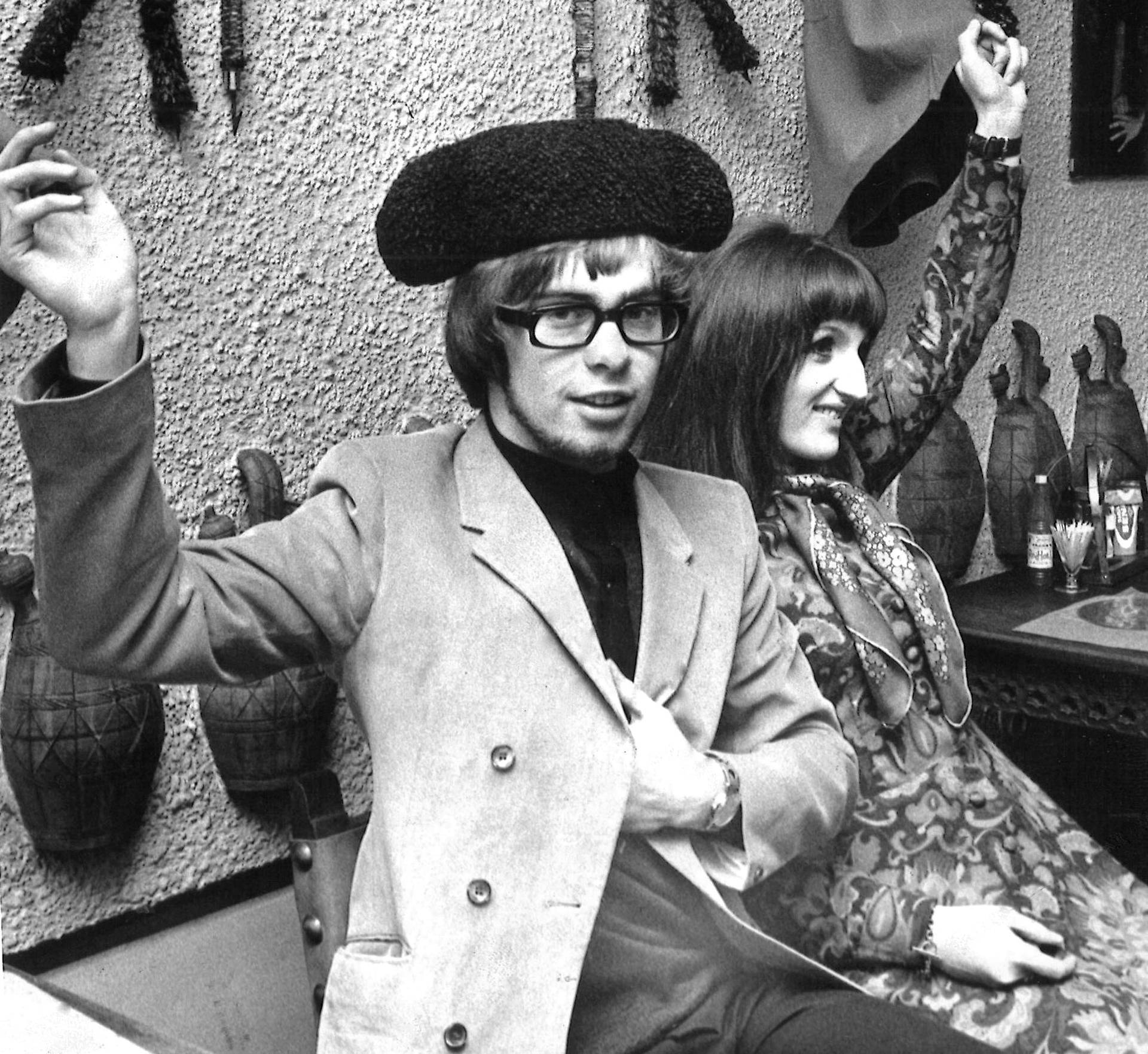
Fotografia da dupla vocal finlandesa Jarkko e Laura (Jarkko Antikainen e Laura Ruotsalo) pronta para partir para Madri, no concurso Eurovision.

Jarkko ja Laura (em português:  Jarkko e Laura) são um pop-duo finlandês, constituído por Jarkko Antikainen e
Laura Ruotsalo. Fizeram a sua estreia musical em 1966, com uma canção escrita por Laura e que teve algum sucesso na Finlândia"Meidän laulumme". A partir daí lançaram muitos singles, com várias versões de canções como "The Windmills of Your Mind", "Cinderella Rockefella", "Lament of the Cherokee Reservation", que foram populares na época.
Ele foram escolhidos para representar a Finlândia no Festival Eurovisão da Canção 1969 em Madrid com a canção Kuin silloin ennen ("Como naqueles tempos"). Eles bateram Katri Helena, na final nacional por poucos milhares de votos postais. Em Madrid, classificaram-se em 12.º lugar. Pouco depois do festival, casaram.
Depois desta participação na Eurovisão, lançaram discos até 1972. Na atualidade, Jarkko é fotógrafo e Laura ainda canta. Ela lançou um álbum em 2004, chamado "Tyttö kaupungista" ("Cidade da rapariga").